# Vassili Kuznetsov
Vassili Kuznetsov   (Riazan, 7 de febrer de 1932 - Moscou, 6 d'agost de 2001) fou un atleta rus, especialista en el decatló, que va competir sota bandera soviètica durant les dècades de 1950 i 1960.
Durant la seva carrera esportiva va prendre part en tres edicions dels Jocs Olímpics d'Estiu. El 1956, als Jocs de Melbourne, i el 1960, als Jocs de Roma, guanyà la medalla de bronze en la prova del decatló del programa d'atletisme. La tercera i darrera participació en uns Jocs fou el 1964, a Tòquio, on fou setè en la competició del decatló del programa d'atletisme.
En el seu palmarès també destaquen tres medalles d'or en la prova del decatló al Campionat d'Europa d'atletisme, el 1954, 1958 i 1962. També guanyà deu campionats nacionals (de 1953 a 1960, 1962 i 1963) i va establir dos rècords mundials del decatló. El maig de 1958 va ser el primer home en superar els 8.000 punts, segons la puntuació de 1952, amb 8.014 punts. El maig de 1959 el tornà a millorar, amb una puntuació de 8.357. També va establir tres rècords mundials de pentatló. El 1987 la IAAF el va nomenar entre els 10 millors decatletes de tots els temps.

## Millors marques
- Decatló. 8.357 punts (1959)[4]